# Прапор Кірибаті
Держа́вний пра́пор Кірибаті — прийнятий 12 липня 1979 року.

## Опис і символіка
Прапор Кірибаті має прямокутну форму і відповідає гербу країни, дарованому островам в 1937 році. Верхня половина прапора має червоний колір. На ній зображений фрегат великий (лат. Fregata minor) золотистого кольору, що летить над сонцем, що сходить золотистого відтінку. Нижня половина прапора має білий колір з трьома синіми горизонтальними хвилястими смугами, що символізують хвилі океану.
Прапор був розроблений Артуром Грімблом (англ. Sir Arthur Grimble) для британської колонії Острови Гілберта і Елліс.
Кольори і предмети мають таке значення:
- Червоний колір символізує небо.
- Синій колір символізує Тихий океан, в якому розташовані острови країни.
- Три білі смуги символізують три острівні групи країн: острови Гілберта, Фенікс і Лайн.
- Сонце, що сходить символізує тропічне сонце, оскільки Кірибаті розташоване по обидва боки екватору. 17 сонячних променів символізують 16 островів в архіпелазі Гілберта і островів Банаба.
- Фрегат символізує владу, свободу і культурний танець Кірибаті.[2]

## Історичні прапори

Прапор британської колонії Острова Гілберта і Елліс.

У колоніальні роки в Кірибаті використовувався типовий для британських колоній прапор: синє полотнище, у верхньому лівому куті якого знаходилося зображення прапора Великої Британії, а в правій частині — герб колонії.
Незадовго до здобуття незалежності в 1979 році в колонії був проведений конкурс на новий державний прапор. Геральдична палата вирішила запропонувати дещо модифікований вид сучасного прапора: було збільшено зображення фрегата і сонця, а ширина блакитних і білих смужок, навпаки, була зменшена. Однак населення виступило за оригінальний дизайн, який і ліг в основу сучасного прапора.